# Fraktion Sozialdemokratischer GewerkschafterInnen
Die Fraktion Sozialdemokratischer GewerkschafterInnen (kurz FSG) ist eine Fraktion innerhalb des Österreichischen Gewerkschaftsbundes (ÖGB).

## Aufgabe
Laut Vereinsstatuten setzt sich die FSG/ÖGB „im Rahmen des überparteilichen ÖGB dafür ein, dass im Rahmen der Gewerkschaftsarbeit sozialdemokratische Grundsätze, insbesondere soziale Gerechtigkeit und Solidarität, nachdrücklich verfolgt und nach Möglichkeit gewerkschaftspolitisch umgesetzt werden“ und „setzt sich im ÖGB, in den Belegschaftsvertretungen, in den Arbeiterkammern und den selbstverwalteten Einrichtungen der Sozialpolitik sowie in der Öffentlichkeit auf der grundlage sozialdemokratischer Grundsätze für die Anliegen und Interessen der unselbstständig beschäftigten Menschen und diesen nahestehenden Gruppen (insbesondere Menschen in Ausbildung, Arbeitslose, PensionistInnen und ArbeitnehmerInnenähnliche Personen) ein.“
Gremien des FSG/ÖGB gibt es auf Betriebs-, Orts-, Bezirks-, Landes- und Bundesebene. Im ÖGB stellt die FSG traditionell die mit Abstand stärkste Fraktion. Die Organisation steht in der Tradition der sozialdemokratisch orientierten freien Gewerkschaften.

## Vorsitzende seit 1945
Quelle